# Urulunguj
Urulunguj (ros.: Урулюнгуй) – rzeka w azjatyckiej części Rosji, w Kraju Zabajkalskim, lewy dopływ Argunu. Jej długość wynosi 189 km; dorzecze zajmuje powierzchnię 8360 km².
Źródła rzeki znajdują się w Górach Nerczyńskich. Przez 160–185 dni w roku (zazwyczaj od końca października do końca kwietnia) jest pokryta lodem. W środkowym biegu, na odcinku ok. 20–25 km prowadzi wody nieregularnie.